# Klasická koncepce

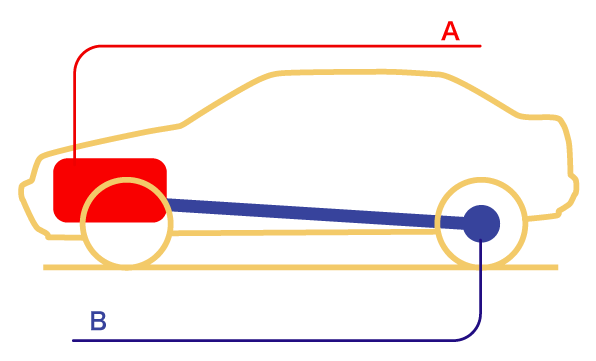
Schéma klasické koncepce pohonu:
A - motor
B - hnací náprava

Klasická koncepce pohonu u vozidel znamená takové uspořádání, při kterém je hnací agregát umístěn v přední části vozu a poháněná je zadní náprava. Toto uspořádání bylo dominantní v počátcích automobilismu, kdy ještě nebyla vyvinuta technologie pohonu řízené-přední nápravy a navíc by bylo komplikované pohánět přední nápravu kvůli tomu, že rozměrný motor a převodovka měly výstup hnací síly na opačném konci než byla umístěna náprava. Přední náprava se tedy využila jen k řízení automobilu a pohon obstarávala zadní náprava.

## Historie
Tento druh pohonu se historicky používá nejdéle. Zpočátku kvůli jeho nízkým nárokům na konstrukci podvozku a náprav a pro jednodušší zástavbu velkých motorů. Později kvůli možnosti vytvořit auto s odolným podvozkem a lepší trakcí zadních kol při akceleraci. Výhodou zůstává, při adekvátním designu, lepší rozložení hmotnosti na obě nápravy (např. BMW 50:50) a lepší odezva a citlivost v řízení, protože není ovlivněno pohonem.
Při konstrukci běžných[ujasnit] aut se od něj ustoupilo zejména kvůli horšímu využití zastavěného prostoru oproti koncepci "vše vpředu", také kvůli většímu vnitřnímu hluku od hnacího hřídele pod kabinou, větší hmotnosti apod.
Tento druh náhonu byl tradičně velmi oblíbený u amerických konstruktérů automobilů do 80. let 20. století a u některých druhů aut se tam používá dodnes (tzv. Muscle cars). Na evropském kontinentu se běžně používal do 60. let, kdy byl nahrazen koncepcí předního náhonu nebo koncepcí zadního náhonu. 
Hlavní využití této koncepce je dnes u nákladních automobilů , tahačů a off-roadových vozů a to zejména pro vyšší nosnost, celkovou robustnost, výdrž, větší úhel křížení náprav apod.

## Uspořádání
U charakteristického rysu motoru vpředu a poháněné zadní nápravy je možné používat několik uspořádání, které se snaží odstranit některé nevýhody koncepce za cenu více nebo méně komplikovaného konstrukčního řešení:
- Základním uspořádáním je umístění spojky a převodovky v ose hned za motorem. V minulosti se takové uspořádání používalo u většiny automobilů.
- Alternativou je ponechání spojky u motoru, ale přesun převodovky k zadní nápravě, případně až za zadní nápravu (zejm. pro lepší rozložení hmotnosti)
- Další alternativou je umístění spojky, převodovky i rozvodovky v jednom bloku u zadní nápravy, respektive za ní.

## Vlastnosti
Vzhledem k uložení motoru v přední části automobilu působí na přední nápravu větší tlak, což způsobuje velkou míru adheze a tím pádem výbornou odezvu nápravy na řízení při všech úrovních zatížení automobilu, bez jeho ovlivňování tahem motoru. Není třeba konstruovat komplikovanou přední nápravu, avšak kvůli hmotnosti motoru musí být náprava masivní, jinak hrozí při brzdění její poškození. Jelikož těžký motor táhne automobil, při průjezdu zatáček je automobil jako celek díky nižší hmotnosti zadní části stabilnější. Hmotnost motoru také zvyšuje odolnost přední části vůči bočnímu větru. 
Toto uspořádání umožňuje využití náporového chlazení bez nutnosti využívat dlouhou chladicí soustavu spolu s účinným závislým vytápěním kabiny. Je nutný dlouhý výfukový systém, který účinně tlumí hluk motoru. Při plném zatížení automobilu má tento rovnoměrné rozložení hmotnosti a proto vykazuje dobré trakční vlastnosti, avšak nezatížený vůz má zejména na kluzkém povrchu velmi špatné trakční vlastnosti a může se chovat nepředvídatelně a přetáčivě. Zadní část automobilu díky tomu, že není řízena, není tak citlivá na boční vítr. 
Jelikož je motor uložen v přední části automobilu, je možné vytvořit několik variant zadní části vozidla, včetně užitkových aplikací (nástaveb) a téměř vždy lze dosáhnout dobré variability rozměrného zavazadlového prostoru. Realizace tohoto druhu pohonu vyžaduje využití spojovacího hřídele, který prochází středovým tunelem pod kabinou. To zvyšuje úroveň hluku v kabině, hmotnost automobilu a částečně zmenšuje vnitřní prostor kabiny. Kvůli uložení motoru je vhodné ke snížení potřebné ovládací síly použít posilovač řízení.